# The Journeyman Project 3: Legacy of Time
The Journeyman Project 3: Legacy of Time é um jogo de computador do gênero adventure desenvolvido em 1998 pela Presto Studios e publicado no mesmo ano pela Red Orb Entertainment.

## Sobre o jogo
Este jogo inova em vários aspectos, um deles possibilita uma visão panorâmica de 360 graus totalmente interativa sem a necessidade de utilizar recursos 3D. Outra inovação foi o uso do DVD como mídia de distribuição, um dos primeiros jogos a adotá-la.
Comparado com os outros jogos antecessores na série, The Journeyman Project e Buried in Time, Legacy of Time possui uma produção mais rica em atores, efeitos, vestimentas e personagens.

## História
A história do jogo prossegue a história dos jogos anteriores. Desta vez o TSA (Temporal Security Agency - Agência de Segurança do Tempo, tradução livre) enfrenta problemas políticos e é obrigado a interromper as suas operações pois consideram que a tecnologia de viagem no tempo é perigosa demais para ser utilizada.
Gage discorda com a interrupção das operações pois a Agente 3 não foi mais detectada desde o episódio que aconteceu em Buried in Time e poderia estar se escondendo, esperando uma oportunidade desta para provocar problemas. Enquanto isso, Elliot Sinclair envelhece e morre na colônia prisional de Vega Thalon na lua Titã de Saturno.
No meio destes problemas acontece o pior. A Agente 3 provoca uma alteração na história e Gage se vê impotente diante do fato pois todas as Deep Time Unit (Unidade de Investigação do Tempo, tradução livre) estão desativadas seguindo a interrupção das atividades. 
Mas nem todas estavam. Havia uma unidade secreta que estava em desenvolvimento denominada Chamaleon Jumpsuit (Unidade Camaleão, tradução livre) que podia ser usada naquele momento. Esta unidade tinha a capacidade de assumir a aparência de qualquer pessoa, permitindo assim a interação com pessoas do passado sem que haja alteração da história.
Gage parte para a origem da alteração, encontrando num local desolado uma estranha surpresa. Lá estava a Deep Time Unit usada pela Agente 3 onde Arthur estava são e salvo. Para aumentar o mistério, encontram Elliot Sinclair fugindo em um barco daquele local e por final presenciam uma nave dos Cyrollan eliminando completamente tudo o que havia por ali.
A Agente 3 havia deixado outras pistas na sua Deep Time Unit levando Gage a outros dois locais, onde presencia naves de Cyrollans e de outra raça desconhecida lutando sobre uma cidade em chamas e alguns Cyrollans conduzindo uma operação de limpeza. Com as pistas deixadas pela Agente 3, parte em busca dela. 
Ela estava na colônia prisional de Vega Thalon dias antes de Elliot Sinclair morrer. Lá sabe de toda a verdade, na verdade acabou de presenciar os aliados Cyrollans da Symbiotry of Paceful Beings (União Simbiótica dos Povos Pacíficos, tradução livre) destruindo três civilizações humanas nas cidades de Atlântida, Shangri-La e El Dorado. Isto justificaria o caráter lendário em torno destas três cidades.
Quando Gage retorna para o TSA, fica sabendo que a Terra está a ponto de ser atacada por naves de uma raça alienígena denominada  Qou'thalas que vinha em busca de artefatos escondidos nestas três cidades, cuja destruição tinha acabado de presenciar. Aconselhado pelos próprios Cyrollans que acabam por admitir o envolvimento deles na destruição das cidades, Gage volta dias antes das cidades serem invadidas em busca dos tais artefatos.
Durante a jornada pelas cidades perdidas, Gage descobre que cada um dos artefatos guarda um segredo diferente deixado por uma civilização alienígena que tinha sido extinta há muito tempo, os Sosiqui. O artefato escondido em Shangri-la continha o segredo da transmutação da matéria, o artefato de Atlântida o segredo da juventude eterna e o de El Dorado o segredo da viagem no tempo.
Curiosamente Gage encontra Elliot Sinclair em Atlântida como sacerdote guardião do templo, o que suscita dúvidas sobre sua verdadeira origem e intenção desde a história do primeiro jogo. Gage também encontra Gengis Khan ao passear por Shangri-La e descobre que um peregrino que passava por ali sabe quem ele é e o que está fazendo ali. Como se não bastasse, a história que ele está vivendo está pintada nas paredes de El Dorado, como se alguém já tivesse viajado no tempo e visto o que iria acontecer.
Gage volta para o TSA bem no momento da chegada dos Qou'thalas e descobre que há uma antiga richa entre eles e os Cyrollans para a posse dos artefatos. Quando colocados juntos, os artefatos impedem a aproximação dos Cyrollans e dos Qou'thalas, mas não de Gage, e revelam através de uma mensagem que a tecnologia contida neles é a herança dos Sosiqui aos humanos, pois nós somos os únicos merecedores dela, para desapontamento das outras raças.
Por final, a Agente 3 se desculpa com Gage durante uma visita ao túmulo de Elliot Sinclair. Acaba sendo revelado que Gage foi nomeado embaixador dos Qou'thalas na união simbiótica.

## Continuação
A história do jogo deixa inúmeras perguntas sem resposta. Quem realmente é Elliot Sinclair? Como ele conhecia os Cyrollans e os Qou'thalas? O que ele fazia em Atlântida? Seria ele um Sosiqui? Teria ele apenas reproduzido a tecnologia de viagem do tempo contida no artefato de El Dorado?
Infelizmente a Presto Studios, produtora da série de jogos, encerrou a suas atividades em 2002 por encontrarem dificuldades para entrar no mercado de jogos para console. Apesar de ter sido cogitada e insinuada diversas vezes, a continuação da série não foi levada adiante.